# Capetinga
Capetinga là một đô thị thuộc bang Minas Gerais, Brasil. Đô thị này có diện tích 296,722 km², dân số năm 2007 là 7154 người, mật độ 25,3 người/km².